# Skartabellat
Skartabellat (scartabellat) – instytucja niepełnego szlachectwa. Jako niższa szlachta skartabellowie funkcjonowali w Polsce średniowiecznej, nazywani wówczas świerczałkami. Później część z nich uzyskuje paritas (łac. równość) ze szlachtą właściwą, a część spada do warstwy sołtysiej.
Ponownie skartabellat pojawił się w uchwale o uszlachceniu Mikołaja Hadziewicza z 1654 w końcowym zdaniu salvis legibus de scartabellis sancitis (zachowując ustawy o skartabellacie). Pojęcie to skonkretyzowały pacta conventa 1669 roku, ograniczenie polegało na tym, iż nowo nobilitowani nie mieli aż do trzeciego pokolenia prawa piastowania urzędów oraz sprawowania funkcji poselskich.
Nazwę skartabellus (czyli szlachcic nowokreowany) Sebastian Petrycy wywodził w XVI w. z łacińskiego ex charta bellicus co oznaczało z prawa na szlachectwo sobie danego wojujący (dosł. z karty walczący), natomiast Joachim Lelewel tłumaczył to wyrazem włoskim scartabellare (papiery przerzucać), co nasuwa skojarzenie z niemieckim określeniem odpowiednika skartabella – Briefadel lub Papieradel (dosłownie „szlachcic na papierze”).
Skartabellów dostarczało głównie mieszczaństwo. Nobilitacje niekiedy zawierały zapis o częściowym lub całkowitym braku skartabellatu (praeciso scartabellatu), szczególnie w przypadku nadań za zasługi wojenne. W prawodawstwie polskim roku 1817 ostatecznie zostały zniesione wszelkie wzmianki i przepisy o skartabellach.  Szlachta z nadania posiadała pełne prawa dopiero od chwili immatrykulacji w danym landzie czy prowincji.